# Manhunter 2: San Francisco
Manhunter 2: San Francisco è un videogioco d'avventura post-apocalittico progettato da Barry Murry, Dave Murry, e Dee Dee Murry per la software house Evryware e pubblicato nel 1989 da Sierra On-Line. Si tratta del seguito di Manhunter: New York, sviluppato dai medesimi autori.
I diritti di Manhunter sono detenuti da Activision a seguito dell'acquisizione della proprietà intellettuale di Sierra nel 2008.

## Trama
Il videogioco rappresenta una prosecuzione delle vicende di  Manhunter: New York. All'inizio il giocatore pilota una navicella Orb all'inseguimento dell'antagonista Phil Cook, compiendo un atterraggio di fortuna a San Francisco. Un altro Manhunter presente a terra viene ucciso nello schianto, quindi il giocatore ne assume l'identità. A mano a mano che si avanza nel videogioco, il giocatore viene a conoscenza di una resistenza organizzata, di esperimenti che hanno creato schiavi mutanti e dell'obiettivo finale dei malvagi alieni Orb. Il giocatore è in grado di trasformare gli schiavi mutanti in esseri umani, i quali continuano a uccidere numerosi Orb a San Francisco. Il gioco raggiunge il suo culmine quando il giocatore è sul punto di catturare Phil Cook. Phil riesce a scappare per un pelo su una navicella Orb con il giocatore aggrappato all'esterno, mentre la navicella si dirige verso Londra.

## Accoglienza
La rivista britannica Computer and Video Games assegnò al videogioco un punteggio del 61%, criticando la miscela non ortodossa di elementi avventurosi ed arcade rispetto alla maggior parte degli altri giochi Sierra dell'epoca.
La rivista statunitense Computer Gaming World diede al videogioco una recensione positiva, definendolo un eccellente seguito del capitolo precedente.
Il videogioco vendette più di 100.000 copie.